# 丹桂塔
丹桂塔，位于中国广西壮族自治区那坡县城厢镇人民公园内，为一处清代古塔。2009年5月4日，列入第六批广西壮族自治区文物保护单位。
丹桂塔建于清代光绪二十三年（1896年），塔身呈六边形，三层飞檐。